# El Burgo Ranero
El Burgo Ranero ist ein kleiner Ort am Jakobsweg in der Provinz León der Autonomen Gemeinschaft Kastilien-León. Er ist Hauptort der gleichnamigen Verbandsgemeinde, zu der auch die Dörfer Calzadilla de los Hermanillos, Las Grañeras und Villamuñío gehören.

## Geschichte

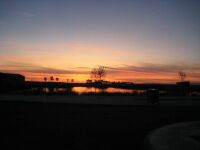
Der Sonnenuntergang an der Lagune

Der Ort hat den für Dörfer am Pilgerweg typischen Grundriss des Straßendorfes, die einzige Straße hieß früher Camino Francés. Bravo Lozano nimmt an, dass es sich um einen zu Sahagún gehörigen Marktflecken (burgo) handelte. Der zweite Namensteil soll sich auf die Frösche beziehen (Rana: Kröte, Frosch), die in den umliegenden Lagunas siedeln. Eine schriftliche Erwähnung liegt für das Jahr 1126 vor, eine weitere für 1138, als die Äbtissin von Gradefes dem Ort Sonderrechte verlieh.
Domenico Laffi beschreibt den Ort und seine Bewohner in seinen Reisebeschreibungen von 1673 und erwähnt dabei Pallozas, traditionelle keltiberische Rundhäuser, wie sie heute noch in O Cebreiro zu besichtigen sind.
Die Pfarrkirche ist dem heiligen Petrus gewidmet. Die romanische Holzstatue der Mutter Gottes, die sich hier einst befand, wird heute im Kathedralmuseum in León gezeigt.

## Söhne und Töchter des Ortes
- Fray Pedro del Burgo, *? - † 3. Januar 1467, Bildhauer, Architekt und zwanzig Jahre Abt im Kloster Sahagún.